# لابرادوریت
لابرادوریت  (به انگلیسی: Labradorite) با فرمول شیمیایی (CaNa)[Al 1-2 Si 3-2 O8] از مجموعه کانی هاست و اولین بار در منطقه لابرادور کانادا کشف شد. رنگ شعله را سبز رنگ می‌کند- نامحلول در اسیدها آمیزش‌های مختلف آلبیت تا آنورتیت. برای اولین بار در کانادا کشف شد و از نظر شکل بلور: منشوری - قرصی شکل - ماکله، رنگ: سیاه - خاکستری سیاه - آبی - مرواریدی - قرمز، شفافیت: شفاف - نیمه کدر، شکستگی: نامنظم، جلا: شیشه‌ای - صدفی، رخ: کامل - مطابق با سطح، سیستم تبلور: تری کلینیک و در رده‌بندی سیلیکات است همچنین خاصیت مغناطیسی ندارد و منشأ تشکیل آن ماگمایی - دگرگونی است.
همایند کانی‌شناسی (پارانژ) آن سختی - چگالی - انحلال در اسیدها -اشعه X - خواص نوری - واکنش هایشیمیاییآمبلی گونیت - اسکاپولیت - ژهلنیت -میلیلیت - اورتوز - سانیدین -میکروکلین- مسکویت- بیوتیت- اورتوز- کوارتز است
، از نظر ژیزمان بلوری - آگرگات دانه‌ای - توده‌ای کمیاب است و بیشتر در ایتالیا، فنلاند، روسیه، گروئنلند، کانادا و آمریکا یافت می‌شود.

## لابرادورسنس ( لابرادورسانی)
لابرادوریت اثر بصری رنگین تابی ( یا شیلر) را دارد که لابرادورسنس نامیده می‌شود
عبارت لابرادورسنس توسط بالتازار بوگلید که آن را (لابرادوریزاشن) نامید اختراع شد:
لابرادوریسم انعکاس عجیبی از ذرات زیر میکروسکوپی است که در یک جهت جهت‌گیری دارند(به ندرت در دو جهت) که هرگز موقعیتی ندارند که بتوان با یک شاخص ساده آن‌ها را توصیف کرد، همچنین آن‌ها در زیرر میکروسکوپ مستقیما قابل مشاهده نیستند.

## نگارخانه

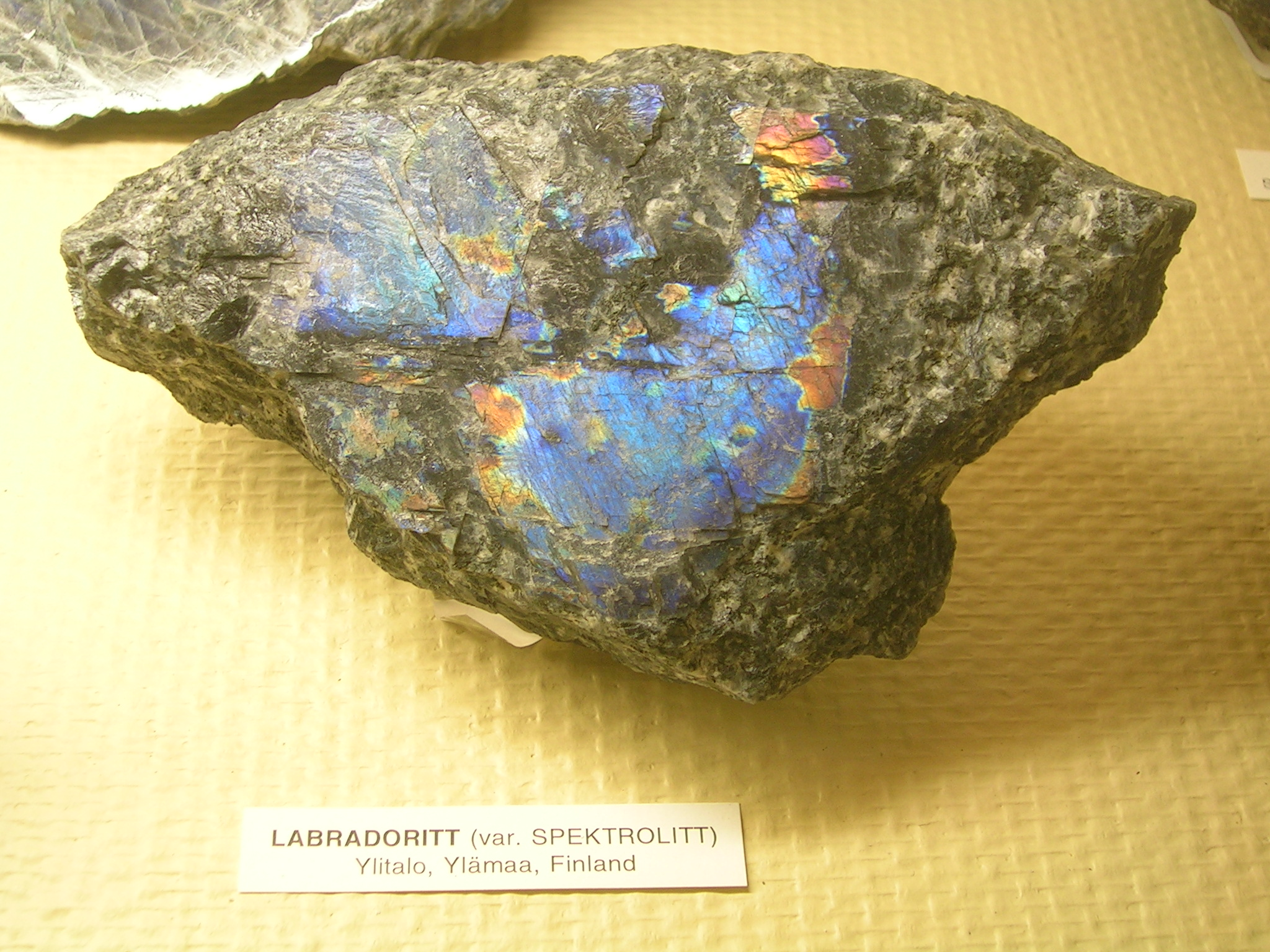
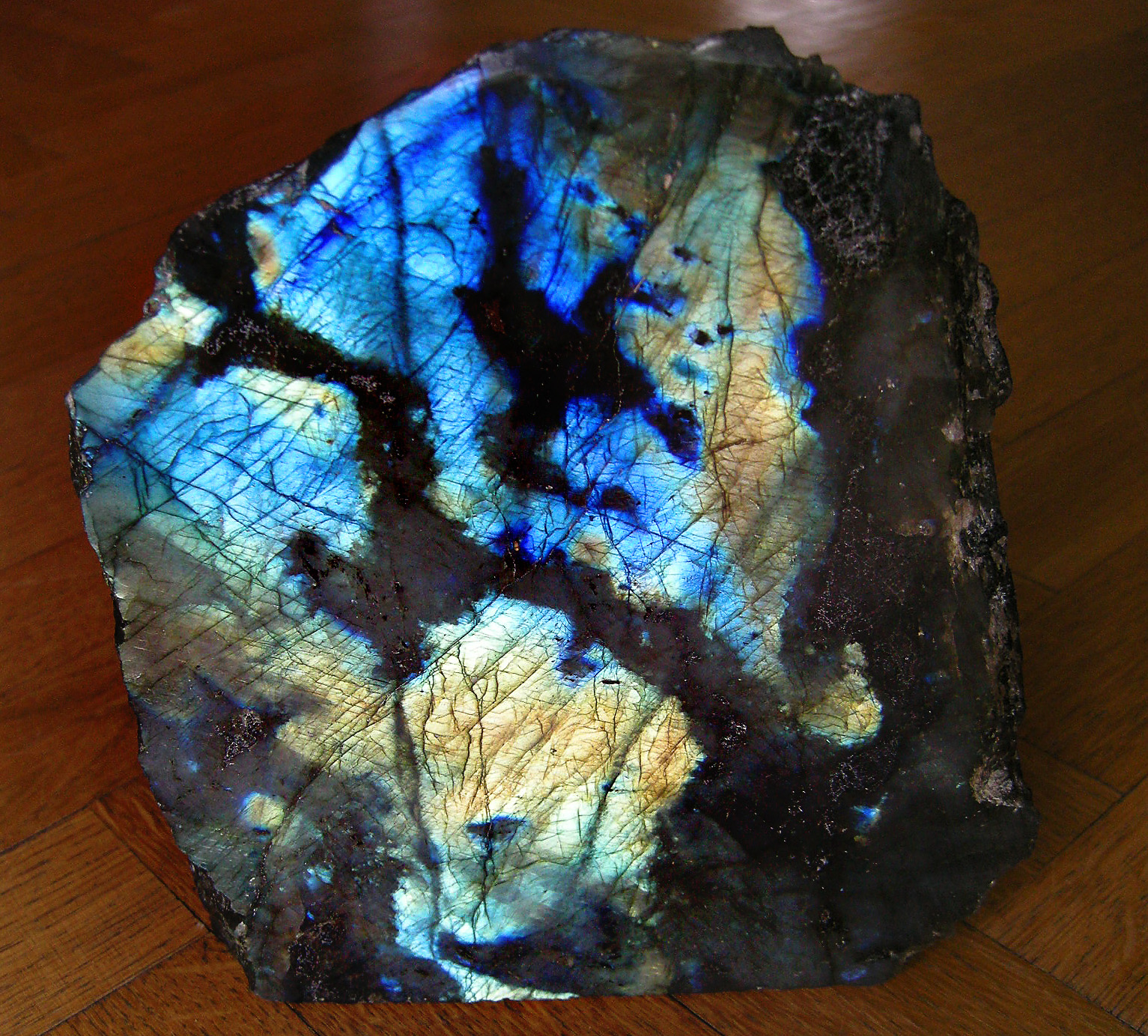
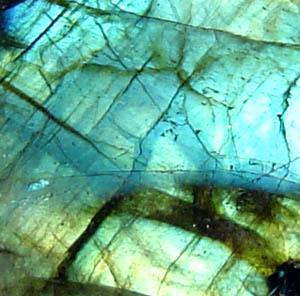